# Yousuf Al-Thunayan
Youssef Al-Thyniyan, també escrit Yousuf Al-Thunayan (àrab: يوسف الثُنيان, Yūsuf aṯ-Ṯuniyān) (al-Riyad, 18 de novembre de 1963) és un futbolista retirat de l'Aràbia Saudita.
Disputà un total de 94 partits amb la selecció de futbol de l'Aràbia Saudita i marcà 26 gols. El seu únic mundial el disputà el 1998, quan ja tenia 34 anys. Pel que fa a clubs, jugà tota la seva vida a l'Al-Hilal.